# Alfred Filbert
Alfred Filbert (né le 8 septembre 1905 à Darmstadt mort le 1er août 1990 à Berlin) est un juriste et un officier SS allemand. Il dirige de juin à septembre 1941 l'einsatzkommando 9 rattaché à l'Einsatzgruppe B.

## Biographie
En 1927 il rejoint la Burschenschaft Alemania Giessen. En 1932 il adhère au parti nazi puis intègre la SS en 1934. La même année, il obtient un doctorat de droit à l'Université de Giessen et  entre au SD  (AMT III) sous les ordres d'Heinz Jost. En 1939, dans le cadre du RSHA, il est directeur adjoint du département VI (AMT VI - SD ausland), le service de contre-espionnage à l'étranger.
Il rejoint en avril 1941 le centre de formation et de préparation des unités des Einsatzgruppen à Pretszch. En juin 1941, il est chargé par Bruno Streckenbach de diriger l'einsatzkommando 9 sous le commandement d'Arthur Nebe, chef de l'Einsatzgruppe B. Il dirige et prend part personnellement à plusieurs massacres de masse contre les populations juives de Lituanie et de Biélorussie à Vilnius, Grodno, Vitebsk. En octobre 1941, il est suspendu pour corruptionet est renvoyé à Berlin. En 1943 Arthur Nebe le nomme chef de la section "criminalité économique" dans la police criminelle du Reich (RKPA) (anciennement KRIPO). Après la guerre, il travaille sous un faux nom dans une banque : la Braunschweig-Hannoverschen-Hypothekenbank. Arrêté en 1959, il est jugé et condamné à la réclusion criminelle à perpétuité pour l'assassinat de 6 800 personnes. Pendant son procès, alors que de juin à fin juillet 1941 l'einsatzkommando 9 exécutait seulement les hommes en âge de porter des armes, il déclara avoir reçu d'Arthur Nebe début août 1941 l'ordre de tuer indistinctement tous les Juifs hommes, femmes et enfants. Il est libéré pour raisons médicales en 1975.
Il participe en 1984 au film Wundkanal, réalisé par Thomas Harlan, dans lequel il interprète un juriste nazi criminel de guerre enlevé par des militants d'extrême gauche proches de la bande à Baader pour répondre dans un tribunal à huis clos de ses actes commis pendant la période nazie.